# Senuše
Senuše – wieś w Słowenii, w gminie Krško. W 2018 roku liczyła 148 mieszkańców.